# Піко де Галло

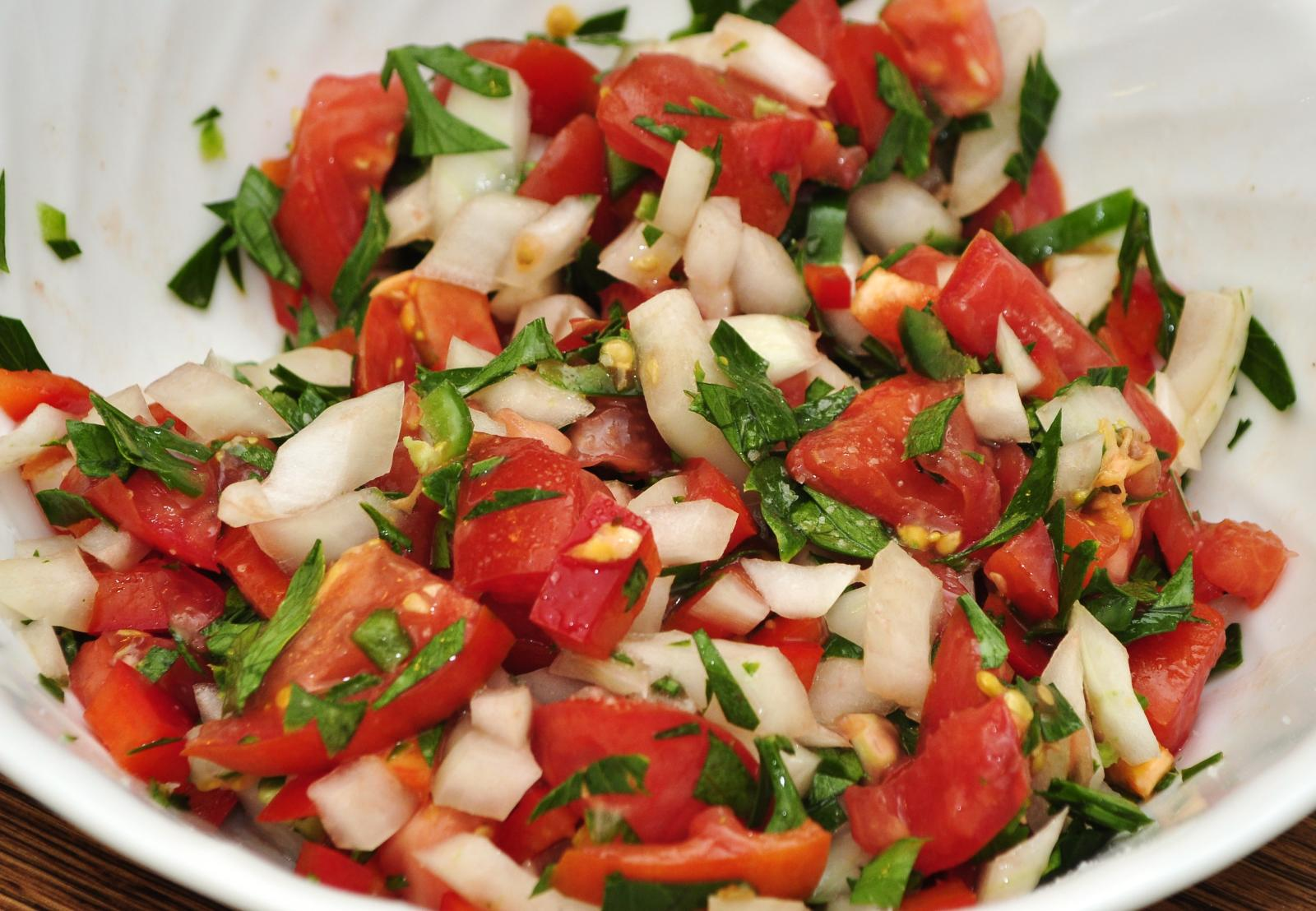
Pico de gallo з помідорами, цибулею та кінзою

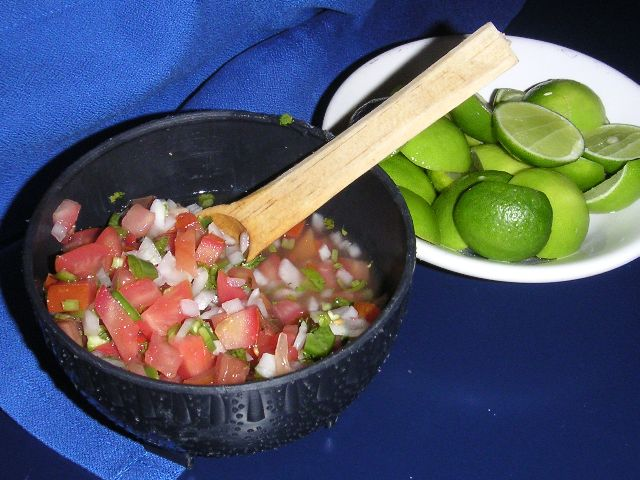
Лайми іноді додаються до соусу

Піко де гаййо (ісп. Pico de gallo ісп. вимова: [ˈpiko ðe ˈɣaʝo], соус досл. півнячий дзьоб), якого також називають сальса фреска («свіжий соус»), сальса бандера («соус прапора») і сальса круда («сирий соус») — різновид сальси, яка зазвичай використовується в мексиканській кухні. Традиційно його готують із нарізаних помідорів, цибулі та перцю серрано (як альтернативу можна використовувати халапеньйо або хабанеро) і додають сіль, сік лайма та кінзу.
Pico de gallo можна використовувати майже так само, як і інші мексиканські рідкі сальси. Оскільки він містить менше рідини, його також можна використовувати як основний інгредієнт у таких стравах, як тако та фахітас.
Варіант на основі помідорів широко відомий як сальса пікада («подрібнений соус»). У Мексиці його зазвичай називають сальса мехікана («мексиканський соус»). Оскільки кольори червоного помідора, білої цибулі, зеленого чилі та кінзи нагадують кольори мексиканського прапора, його також називають сальса бандера («соус прапора»).
У багатьох регіонах Мексики термін «pico de gallo» описує різноманітні салати (включаючи фруктові салати), сальсу або начинку з помідорів, томатілло, авокадо, апельсинів, хіками, огірків, папаї або лагідного перцю чилі. Інгредієнти змішані з соком лайма і, за бажанням, гострим соусом або чамоєм, потім посипаються солоним порошком чилі.

## Етимологія
За словами Шерон Тайлер Гербст, дослідниці їжі, pico de gallo («півнячий дзьоб») названо так тому, що спочатку люди їли його, відщипуючи шматочки великим і вказівним пальцями.
У своїй книзі «Автентичний мексиканець: регіональна кухня з серця Мексики » Рік Бейлесс і Дінн Гроен припускають, що назва може натякати на текстуру та зовнішній вигляд суміші, схожу на пташиний корм.
Багато місцевих жителів мексиканського регіону Сонора пояснюють, що соус назвають так тому, що перець серрано за формою нагадує дзьоб півня. Іспанське слово picar означає «рубати» або «кусати» (у значенні гострого перцю чилі, який «кусає»); у сполученні від першої особи picar стає pico . 